# Platja de la Bassa Rodona
La platja de la Bassa Rodona és una platja urbana del municipi de Sitges (Garraf) situada davant del passeig marítim. La platja es va crear l'any 1968, en construir-se l'espigó que la delimita a ponent, i que la separa de la platja de l'Estanyol. L'espigó que la delimita a llevant, i que la separa de la platja de la Ribera, s'havia construït el 1959. Hi té la seva seu el Club de Mar, que n'aprofita les aigües per a la pràctica de diversos esports aquàtics, especialment la vela.
Orientada al sud-sud-est, té una longitud de 292 metres i una amplada mitjana de 18 metres, formada per sorra fina. Disposa de punt de socorrisme, dutxes, lavabo, rentapeus i lloguer de gandules, para-sols, tendals i patins. A més, té una guingueta que acompanya des de la sorra els nombrosos bars i restaurants del passeig marítim.
La platja de la Bassa Rodona està adherida a la destinació Costa de Barcelona, certificada per Biosphere des del 2017.